# Urta-Bulak (prueba nuclear)
Urta-Bulak es el nombre clave de una prueba nuclear soviética llevada a cabo el 30 de septiembre de 1966 en el pozo de gas de mismo nombre, en Bujará, Uzbekistán. La prueba era parte del programa Explosiones Nucleares para la Economía Nacional y fue la primera detonación nuclear producida con el propósito de extinguir un pozo de gas. El rendimiento nominal de la bomba era de 30 kilotones.

## Antecedentes
En el año 1963 se produjo una inmensa llama en el pozo de gas natural de Urta-Bulak, 80 km al sur de la ciudad de Bujará, una región muy poblada de la Provincia de Bujará, actual Uzbekistán, producto de grietas que se estaban formando en el terreno desde el interior. Las llamas alcanzaron 70 metros de altura y el volumen de gas que escapaba diariamente era de 14 millones de metros cúbicos. El calor era tal que no se podía estar a menos de 250 metros de las llamas. El desastre comenzó a causar graves daños en el medio ambiente. El terreno se cubrió de hollín y los animales fueron desplazados. El incendio se prolongó durante 1064 días, casi tres años. Se intentó apagar las llamas utilizando agua y destruir el cráter con fuego de artillería, sin lograr el objetivo. Luego, en 1966, llegó una solución novedosa y a la vez arriesgada: utilizar un arma nuclear para cortar la fuga de gas.

## La prueba
La construcción del dispositivo nuclear quedó en manos del comité KB-11. La bomba fue colocada a una profundidad de 1532 metros en un eje inclinado perforado en un lugar alejado de la llamarada. El 30 de septiembre de 1966 se llevó a cabo la detonación del dispositivo, cuyo rendimiento fue de 30 kt. La prueba fue exitosa. 23 segundos después de la explosión la llamarada se apagó. Prácticamente toda la radiación quedó contenida bajo tierra. El evento fue registrado como un "movimiento sísmico" para enmascarar la verdadera naturaleza de las tecnologías utilizadas.

## Conclusión
La experiencia obtenida durante la prueba fue utilizada en otras 4 detonaciones nucleares con el propósito de apagar incendios en pozos de gas y/o petróleo, "Pamuk", "Cráter", "Fákel" y "Pirit", de las cuales "Fákel" y "Pirit" fracasaron. Dado el éxito logrado con la prueba los rusos propusieron la polémica solución de utilizar una explosión nuclear para detener el derrame de petróleo en el Golfo de México.